# Вільне (Волноваський район)
Ві́льне (раніше Богословка, пізніше Раківка) — село Хлібодарівської сільської громади Волноваського району Донецької області України. Відстань до райцентру становить близько 28 км і проходить автошляхом місцевого значення.

## Історія
Село Богословка або Богословське входило до Скотоватської волості Олександрійського повіту Катеринославської губернії.
Вільне й Зачатівка (село) — населені пункти Хлібодарівської сільської територіальної громади Волноваського району Донецької області. Це одні з 40 казенних поселень які були засновані державними селянами, козаками, військовими обивателями й військовими поселенцями з Чернігівської, Харківської й Полтавської губерній та західними однодворцями (у більшості з Київської губернії) у 40-х роках ХІХ ст. на сході Олександрівського повіту Катеринославської губернії (на сьогодні це частина території сучасної Донецької області)
Вільне (одна з варіацій першої назви — Богословське) — точка на мапі — 470 31/ 32// пн.ш. та 370 10/ 54// сх.д., що у верхів'ї балки Глибока. Перші поселенці прибули на місце у 1843 році. Це були 4 сім'ї державних селян з села Максаки Менської волості Сосницького повіту Чернігівської губернії — Єременко, Богонь, Бринь й Сабардін. У 1844 році прибула основна частина поселенців з Чернігівської губернії. Про заселення села є грунтовна інформація у архівах.    

## Населення

### Мова
Розподіл населення за рідною мовою за даними перепису 2001 року:
| Мова            | Кількість | Відсоток |
| --------------- | --------- | -------- |
| українська      | 825       | 77.98%   |
| російська       | 230       | 21.74%   |
| грецька         | 1         | 0.09%    |
| інші/не вказали | 2         | 0.19%    |
| Усього          | 1058      | 100%     |

За даними перепису 2001 року населення села становило 1058 осіб, із них 77,98 % зазначили рідною мову українську та 21,74 % — російську.

## Відомі люди
Уродженцем села є Костюченко Петро Андрійович (1917—1945) — Герой Радянського Союзу.